# Пустиња Чалби
Пустиња Чалби се налази у северном делу Кеније и на југу Етиопије. Смештена је уз источни обале језера Туркана, некадашњег Рудолфовог језера. Захвата површину већу од 100.000 km². У самој пустињи се налази насеље Норт Хор. Према типу подлоге спада у глиновите пустиње.